# Alan Brandi
Alan Brandi Cuasnicú (Las Palmas de Gran Canaria, 24 de noviembre de 1987) es un jugador de fútbol sala, campeón del mundo con la selección Argentina y valorado en unos de los mejores jugadores del mundo que actualmente juega en el Jaén Paraíso Interior, de la Primera División de España.

## Trayectoria

### Club
Utilizado como pívot y como ala ofensivo, empieza a jugar a fútbol sala solamente a los 19 años, como pasatiempo mientras estudiaba la carrera de periodismo. Empieza en los campeonatos universitarios con el equipo de la Universidad Complutense de Madrid, y en el Colmenarejo. Después pasaría al equipo reserva del Inter, jugando una temporada en Preferente, donde consiguieron el ascenso a tercera división, sin perder ningún partido.
Después de licenciarse, a la espera de encontrar trabajo de periodista, acepta una prueba en el Santiago Futsal, convenciendo la sociedad a contratarlo. Con los gallegos no se limita a afianzarse en la máxima serie, sino que ofrece un rendimiento sorprendentemente elevado, hasta ser elegido jugador revelación de la Primera División 2012-13. Unos meses más tarde, en el mundialito de Kuwait es elegido mejor jugador del torneo pese a que el equipo queda en tercer lugar.
La temporada siguiente se va al Benfica, con el cual en el 2014-2015 vence todos los trofeos nacionales y en el 2015-16 alcanza la Final Four de la UEFA. 
El 7 de julio de 2016 la Acqua&Spapone anuncia la contratación del jugador argentino pero tres meses más tarde es traspasado al equipo más laureado de Italia, la Luparense. En junio de 2017, vuelve a la LNFS al fichar por el Jaén Paraíso Interior FS.

### Selección nacional
Nacido en España, hijo de padres argentinos, debuta en la Nacional de fútsal de la selección Argentina en febrero de 2015. El año siguiente es convocado por el técnico Diego Giustozzi en la lista de los 14 jugadores que van a representar a la selección argentina en el campeonato del mundo 2016. El 1 de octubre de 2016 Argentina se proclama, por primera vez en la historia, campeón del mundo frente a Rusia, ganando por 5-4 con dos goles de Alan Brandi.

## Clubes
| Club                      | País     | Año               |
| ------------------------- | -------- | ----------------- |
| Colmenarejo Fútbol Sala   | España   | 2007 - 2011       |
| Inter Fútbol Sala         | España   | 2011 - 2012       |
| Santiago Futsal           | España   | 2012 - 2013       |
| SL Benfica                | Portugal | 2013 - 2016       |
| Acqua e Sapone Calcio a 5 | Italia   | 2016              |
| Luparense Calcio a 5      | Italia   | 2016 - 2017       |
| Jaén Fútbol Sala          | España   | 2017 - Actualidad |

## Palmarés

### Campeonatos nacionales
| Título                       | Club         | País     | Año  |
| ---------------------------- | ------------ | -------- | ---- |
| Primera División de Portugal | SL Benfica   | Portugal | 2015 |
| Copa de Portugal             | SL Benfica   | Portugal | 2015 |
| Supercopa de Portugal        | SL Benfica   | Portugal | 2015 |
| Primera División de Italia   | Luparense C5 | Italia   | 2017 |
| Copa de España               | Jaén FS      | España   | 2018 |
| Copa de España               | Jaén FS      | España   | 2023 |

### Campeonatos internacionales
| Título                      | Selección | Sede     | Año  |
| --------------------------- | --------- | -------- | ---- |
| Copa del Mundo              | Argentina | Colombia | 2016 |
| Eliminatorias Sudamericanas | Argentina | Brasil   | 2020 |
| Copa América de Futsal      | Argentina | Paraguay | 2022 |

## Vida privada
Brandi es hijo de un matrimonio de ciudadanos argentinos que emigraron a España. Su hermana, Gisella Brandi, también se desempeñó como futbolista y futsalista profesional.